# 콜라 카오

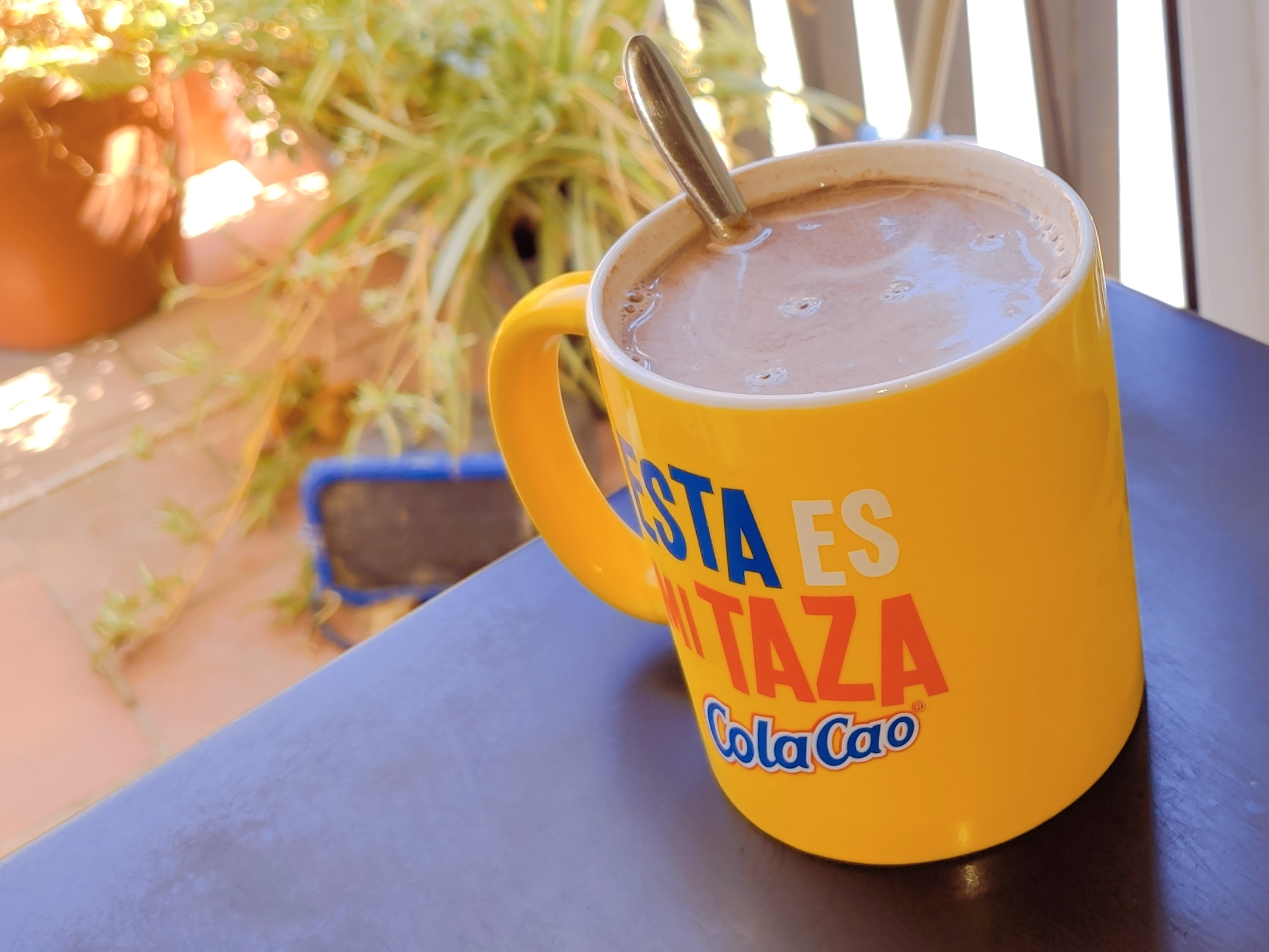
머그컵에 따른 콜라 카오

콜라 카오(Cola Cao)는 스페인의 식품회사 이딜리아 푸즈의 핫 초콜릿(핫 초코) 브랜드다. 1946년에 출시되었다.